# Élections municipales de 2021 dans Acton
Pour un article plus général, voir Élections municipales de 2021 en Montérégie.
Cet article concerne les élections municipales de 2021 en Montérégie dans la municipalité régionale de comté d'Acton.

## Acton Vale
|             | Élection (2017)                                                                              | Dissolution (2021)                                                                           | Élection (2021)                                                                                 |
| Maire       | Éric Charbonneau                                                                             | Éric Charbonneau                                                                             | Éric Charbonneau                                                                                |
| Conseillers | Yves Arcouette Suzanne Ledoux Raymond Bisaillon Annie Gagnon Bruno Lavallée Pierrette Lajoie | Yves Arcouette Suzanne Ledoux Raymond Bisaillon Annie Gagnon Bruno Lavallée Pierrette Lajoie | Yves Arcouette Johanne Joannette Raymond Bisaillon Annie Gagnon Bruno Lavallée Pierrette Lajoie |

| Candidats pour la mairie   | Vote            | %               |
| -------------------------- | --------------- | --------------- |
| Éric Charbonneau (Sortant) | Sans opposition | Sans opposition |

| Candidats conseiller District #1 | Vote            | %               |
| -------------------------------- | --------------- | --------------- |
| Yves Arcouette (Sortant)         | Sans opposition | Sans opposition |

| Candidats conseiller District #2 | Vote            | %               |
| -------------------------------- | --------------- | --------------- |
| Johanne Joanette                 | Sans opposition | Sans opposition |

| Candidats conseiller District #3 | Vote            | %               |
| -------------------------------- | --------------- | --------------- |
| Raymond Bisaillon (Sortant)      | Sans opposition | Sans opposition |

| Candidats conseiller District #4 | Vote            | %               |
| -------------------------------- | --------------- | --------------- |
| Annie Gagnon (Sortant)           | Sans opposition | Sans opposition |

| Candidats conseiller District #5 | Vote            | %               |
| -------------------------------- | --------------- | --------------- |
| Bruno Lavallée (Sortant)         | Sans opposition | Sans opposition |

| Candidats conseiller District #6 | Vote            | %               |
| -------------------------------- | --------------- | --------------- |
| Pierrette Lajoie (Sortante)      | Sans opposition | Sans opposition |

## Béthanie
|             | Élection (2017)                                                                         | Dissolution (2021)                                                          | Élection (2021)                                                                                |
| Maire       | Boniface Dalle-Vedove                                                                   | Michel Côté                                                                 | Michel Côté                                                                                    |
| Conseillers | Bernard Demers Michel Demers Ghislain Privé Yves Guillemette Yvon Blanchard Michel Côté | Bernard Demers Michel Demers Ghislain Privé Yves Guillemette Vancant Vacant | Bernard Demers Laurence Frenette Ghislain Privé Benoît Fournier Bruno St-Germain Suzanne Nault |

| Candidats pour la mairie | Vote            | %               |
| ------------------------ | --------------- | --------------- |
| Michel Côté (Sortant)    | Sans opposition | Sans opposition |

| Candidats conseiller #1  | Vote            | %               |
| ------------------------ | --------------- | --------------- |
| Bernard Demers (Sortant) | Sans opposition | Sans opposition |

| Candidats conseiller #2 | Vote            | %               |
| ----------------------- | --------------- | --------------- |
| Laurence Frenette       | Sans opposition | Sans opposition |

| Candidats conseiller #3  | Vote            | %               |
| ------------------------ | --------------- | --------------- |
| Ghislain Privé (Sortant) | Sans opposition | Sans opposition |

| Candidats conseiller #4 | Vote            | %               |
| ----------------------- | --------------- | --------------- |
| Benoît Fournier         | Sans opposition | Sans opposition |

| Candidats conseiller #5 | Vote            | %               |
| ----------------------- | --------------- | --------------- |
| Bruno St-Germain        | Sans opposition | Sans opposition |

| Candidats conseiller #6 | Vote            | %               |
| ----------------------- | --------------- | --------------- |
| Suzanne Nault           | Sans opposition | Sans opposition |

## Roxton
|             | Élection (2017)                                                                                 | Dissolution (2021)                                                                              | Élection (2021)                                                                                        |
| Maire       | Stéphane Beauchemin                                                                             | Stéphane Beauchemin                                                                             | Stéphane Beauchemin                                                                                    |
| Conseillers | Pascal Richard Stéphane Beauregard Diane Ferland François Légaré Bernard Bédard Éric Beauregard | Pascal Richard Stéphane Beauregard Diane Ferland François Légaré Bernard Bédard Éric Beauregard | Pascal Richard Stéphane Martin Stéphane Beauregard François Légaré François Castonguay Éric Beauregard |

| Candidats pour la mairie      | Vote            | %               |
| ----------------------------- | --------------- | --------------- |
| Stéphane Beauchemin (Sortant) | Sans opposition | Sans opposition |

| Candidats conseiller #1  | Vote            | %               |
| ------------------------ | --------------- | --------------- |
| Pascal Richard (Sortant) | Sans opposition | Sans opposition |

| Candidats conseiller #2 | Vote            | %               |
| ----------------------- | --------------- | --------------- |
| Stéphane Martin         | Sans opposition | Sans opposition |

| Candidats conseiller #3                        | Vote            | %               |
| ---------------------------------------------- | --------------- | --------------- |
| Stéphane Beauregard (Sortant d'un autre poste) | Sans opposition | Sans opposition |

| Candidats conseiller #4   | Vote            | %               |
| ------------------------- | --------------- | --------------- |
| François Légaré (Sortant) | Sans opposition | Sans opposition |

| Candidats conseiller #5 | Vote            | %               |
| ----------------------- | --------------- | --------------- |
| François Castonguay     | Sans opposition | Sans opposition |

| Candidats conseiller #6   | Vote            | %               |
| ------------------------- | --------------- | --------------- |
| Éric Beauregard (Sortant) | Sans opposition | Sans opposition |

## Roxton Falls
|             | Élection (2017)                                                                    | Dissolution (2021)                                                                 | Élection (2021)                                                                      |
| Maire       | Jean-Marie Laplante                                                                | Jean-Marie Laplante                                                                | Jean-Marie Laplante                                                                  |
| Conseillers | Daniel Roy Marcel Bonneau Michel Massé Lynda Cusson Mélanie Valois Marie-Eve Massé | Daniel Roy Marcel Bonneau Michel Massé Lynda Cusson Mélanie Valois Marie-Eve Massé | Daniel Roy Jonathan Bédard Michel Massé Lynda Cusson Mélanie Valois Pierre Larivière |

| Taux de participation :                | Taux de participation :                | Taux de participation :                | Taux de participation :                | Taux de participation :                | 51,5 % |
| Nombre de votes valides :              | Nombre de votes valides :              | Nombre de votes valides :              | Nombre de votes valides :              | Nombre de votes valides :              | 548    |
| Nombre de votes rejetées à la mairie : | Nombre de votes rejetées à la mairie : | Nombre de votes rejetées à la mairie : | Nombre de votes rejetées à la mairie : | Nombre de votes rejetées à la mairie : | 7      |
| Nombre d'électeurs inscrits :          | Nombre d'électeurs inscrits :          | Nombre d'électeurs inscrits :          | Nombre d'électeurs inscrits :          | Nombre d'électeurs inscrits :          | 1 077  |

| Candidats pour la mairie      | Vote | %     |
| ----------------------------- | ---- | ----- |
| Jean-Marie Laplante (Sortant) | 327  | 59,67 |
| Fernand Tétreault             | 221  | 40,33 |

| Candidats conseiller #1 | Vote | %     |
| ----------------------- | ---- | ----- |
| Daniel Roy (Sortant)    | 297  | 55,41 |
| Johannie Bédard         | 239  | 44,59 |

| Candidats conseiller #2  | Vote | %     |
| ------------------------ | ---- | ----- |
| Jonathan Bédard          | 187  | 34,95 |
| Michaël Roy              | 181  | 33,83 |
| Marcel Bonneau (Sortant) | 167  | 31,21 |

| Candidats conseiller #3 | Vote | %     |
| ----------------------- | ---- | ----- |
| Michel Massé (Sortant)  | 383  | 71,72 |
| Jayson St-Pierre        | 151  | 28,28 |

| Candidats conseiller #4 | Vote            | %               |
| ----------------------- | --------------- | --------------- |
| Lynda Cusson (Sortant)  | Sans opposition | Sans opposition |

| Candidats conseiller #5  | Vote            | %               |
| ------------------------ | --------------- | --------------- |
| Mélanie Valois (Sortant) | Sans opposition | Sans opposition |

| Candidats conseiller #6 | Vote            | %               |
| ----------------------- | --------------- | --------------- |
| Pierre Larivière        | Sans opposition | Sans opposition |

## Saint-Nazaire-d'Acton
|             | Élection (2017)                                                                    | Dissolution (2021)                                                                 | Élection (2021)                                                                     |
| Maire       | Pierre Laflamme                                                                    | Pierre Laflamme                                                                    | Léo Benoit                                                                          |
| Conseillers | Vicky Lauzier Jean Collard Roger Collard Patrick Salvas Philippe Roy Sylvie Fafard | Vicky Lauzier Jean Collard Roger Collard Patrick Salvas Philippe Roy Sylvie Fafard | Alexandre Houle Jean Collard Alex Gendron Patrick Salvas Philippe Roy Sylvie Fafard |

| Candidats pour la mairie | Vote            | %               |
| ------------------------ | --------------- | --------------- |
| Léo Benoit               | Sans opposition | Sans opposition |

| Candidats conseiller #1 | Vote            | %               |
| ----------------------- | --------------- | --------------- |
| Alexandre Houle         | Sans opposition | Sans opposition |

| Candidats conseiller #2 | Vote            | %               |
| ----------------------- | --------------- | --------------- |
| Jean Collard (Sortant)  | Sans opposition | Sans opposition |

| Candidats conseiller #3 | Vote            | %               |
| ----------------------- | --------------- | --------------- |
| Alex Gendron            | Sans opposition | Sans opposition |

| Candidats conseiller #4  | Vote            | %               |
| ------------------------ | --------------- | --------------- |
| Patrick Salvas (Sortant) | Sans opposition | Sans opposition |

| Candidats conseiller #5 | Vote            | %               |
| ----------------------- | --------------- | --------------- |
| Philippe Roy (Sortant)  | Sans opposition | Sans opposition |

| Candidats conseiller #6  | Vote            | %               |
| ------------------------ | --------------- | --------------- |
| Sylvie Fafard (Sortante) | Sans opposition | Sans opposition |

- Démission d'Alexandre Houle, conseiller #1, le 31 octobre 2022[1].

- Démission de Jean Collard, conseiller #2, le 2 novembre 2022[1].

- Élection sans opposition de Kaven Delarosbil au poste de conseiller #1 et de Steeve Langlais au poste de conseiller #2 le 23 avril 2023[2].

| Candidats conseiller #1 | Vote            | %               |
| ----------------------- | --------------- | --------------- |
| Kaven Delarosbil        | Sans opposition | Sans opposition |

| Candidats conseiller #2 | Vote            | %               |
| ----------------------- | --------------- | --------------- |
| Steeve Langlais         | Sans opposition | Sans opposition |

## Saint-Théodore-d'Acton
|             | Élection (2017)                                                                                 | Dissolution (2021)                                                                                 | Élection (2021)                                                                                |
| Maire       | Guy Bond                                                                                        | Guy Bond                                                                                           | Guy Bond                                                                                       |
| Conseillers | Éloi Champigny Mathieu Desmarais Éric Laliberté Pierre Dufort Philippe Fortier Diane Daigneault | Éloi Champigny Jean-François Martin Éric Laliberté Pierre Dufort Philippe Fortier Diane Daigneault | Éloi Champigny Jean-François Martin Éric Laliberté Daniel Leduc Jérémie Lebel Diane Daigneault |

| Candidats pour la mairie | Vote            | %               |
| ------------------------ | --------------- | --------------- |
| Guy Bond (Sortant)       | Sans opposition | Sans opposition |

| Candidats conseiller #1  | Vote            | %               |
| ------------------------ | --------------- | --------------- |
| Éloi Champigny (Sortant) | Sans opposition | Sans opposition |

| Candidats conseiller #2        | Vote            | %               |
| ------------------------------ | --------------- | --------------- |
| Jean-François Martin (Sortant) | Sans opposition | Sans opposition |

| Candidats conseiller #3  | Vote            | %               |
| ------------------------ | --------------- | --------------- |
| Éric Laliberté (Sortant) | Sans opposition | Sans opposition |

| Candidats conseiller #4 | Vote | %     |
| ----------------------- | ---- | ----- |
| Daniel Leduc            | 196  | 55,84 |
| Lise Vanasse            | 155  | 44,16 |

| Candidats conseiller #5    | Vote | %     |
| -------------------------- | ---- | ----- |
| Jérémie Lebel              | 177  | 50,14 |
| Philippe Fortier (Sortant) | 176  | 49,86 |

| Candidats conseiller #6     | Vote            | %               |
| --------------------------- | --------------- | --------------- |
| Diane Daigneault (Sortante) | Sans opposition | Sans opposition |

## Sainte-Christine
|             | Élection (2017)                                                                           | Dissolution (2021)                                                                         | Élection (2021)                                                                               |
| Maire       | Jean-Marc Ménard                                                                          | Jean-Marc Ménard                                                                           | Jean-Marc Ménard                                                                              |
| Conseillers | Normand Roy Simon Dufault Serge Chabot Michel Tétreault Francine Brasseur Gilbert Grenier | Normand Roy Simon Dufault Serge Chabot Francine Tremblay Francine Brasseur Gilbert Grenier | Mickaël L. Giguère Simon Dufault Patrick Wolput Pierre Noël Francine Brasseur Gilbert Grenier |

| Candidats pour la mairie   | Vote            | %               |
| -------------------------- | --------------- | --------------- |
| Jean-Marc Ménard (Sortant) | Sans opposition | Sans opposition |

| Candidats conseiller #1 | Vote            | %               |
| ----------------------- | --------------- | --------------- |
| Mickaël L. Giguère      | Sans opposition | Sans opposition |

| Candidats conseiller #2 | Vote            | %               |
| ----------------------- | --------------- | --------------- |
| Simon Dufault (Sortant) | Sans opposition | Sans opposition |

| Candidats conseiller #3 | Vote            | %               |
| ----------------------- | --------------- | --------------- |
| Patrick Wolput          | Sans opposition | Sans opposition |

| Candidats conseiller #4 | Vote            | %               |
| ----------------------- | --------------- | --------------- |
| Pierre Noël             | Sans opposition | Sans opposition |

| Candidats conseiller #5     | Vote            | %               |
| --------------------------- | --------------- | --------------- |
| Francine Brasseur (Sortant) | Sans opposition | Sans opposition |

| Candidats conseiller #6   | Vote            | %               |
| ------------------------- | --------------- | --------------- |
| Gilbert Grenier (Sortant) | Sans opposition | Sans opposition |

## Upton
|             | Élection (2017)                                                                                | Dissolution (2021)                                                                    | Élection (2021)                                                                         |
| Maire       | Guy Lapointe                                                                                   | Guy Lapointe                                                                          | Robert Leclerc                                                                          |
| Conseillers | Alain Joubert Nathalie Lavoie Ghyslain Phaneuf Claude Larocque Barbara Beugger Mathieu Beaudry | Alain Joubert Vacant Ghyslain Phaneuf Claude Larocque Barbara Beugger Mathieu Beaudry | Mathieu Beaudry Barbara Beugger Eric Jodoin Claude Larocque Pierre Dufresne Kelly Huard |

| Candidats pour la mairie | Vote            | %               |
| ------------------------ | --------------- | --------------- |
| Robert Leclerc           | Sans opposition | Sans opposition |

| Candidats District #1      | Vote | %     |
| -------------------------- | ---- | ----- |
| Mathieu Beaudry (Sortante) | 85   | 55,92 |
| Martin Cabana              | 67   | 44,08 |

| Candidats District #2      | Vote            | %               |
| -------------------------- | --------------- | --------------- |
| Barbara Beugger (Sortante) | Sans opposition | Sans opposition |

| Candidats District #3   | Vote | %     |
| ----------------------- | ---- | ----- |
| Eric Jodoin             | 74   | 69,16 |
| Alain Joubert (Sortant) | 33   | 30,84 |

| Candidats District #4     | Vote            | %               |
| ------------------------- | --------------- | --------------- |
| Claude Larocque (Sortant) | Sans opposition | Sans opposition |

| Candidats District #5 | Vote | %     |
| --------------------- | ---- | ----- |
| Pierre Dufresne       | 47   | 54,02 |
| Dominic Dion          | 40   | 45,98 |

| Candidats District #6 | Vote | %     |
| --------------------- | ---- | ----- |
| Kelly Huard           | 49   | 61,25 |
| Richard Sabourin      | 31   | 38,75 |